# Viererverseilung
In Telefon- und Fernmeldekabeln werden die Kupferadern in der Regel zu Paaren verseilt. Oft werden jeweils zwei Paare zu einem Vierer verseilt.

## Sternvierer

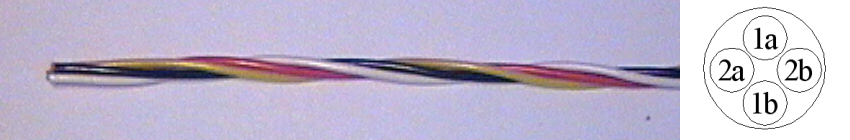
Sternvierer

Sternvierer wird z. B. für Mikrophon-Signale benutzt

Ein Sternvierer ist ein Verseilelement für Kupferadern. Vier Adern werden miteinander verdrillt und bilden dann zwei kreuzförmig verseilte Doppeladern. Dabei bilden gegenüberliegende Adern jeweils ein Paar. Die senkrechte Stellung der Adernpaare zueinander ergibt die angestrebte hohe Übersprechdämpfung.
In Deutschland und den meisten europäischen Ländern sind die Telefon-Ortsnetze mit bündelverseilten Sternvierern in Erd- oder Luftkabeln aufgebaut. In Großbritannien und den USA werden paarig verseilte Kabel verwendet.
Der Aufbau des Sternvierers muss mechanisch so stabil sein, dass die Adern ihre symmetrische Position zueinander über die gesamte Länge beibehalten, anderenfalls verschlechtert sich das Übersprechverhalten. Bei Leitungen für hohe Betriebsfrequenzen werden daher manchmal zusätzliche Stütz- und Stabilisierungselemente verwendet.
Bei ADSL- und anderen xDSL-Anwendungen werden herkömmliche Telefonkabel in Sternvierer-Verseilung (z. B. J-YY) in Frequenzbereichen betrieben, für die sie ursprünglich nicht gebaut sind, was zu einem ungünstigen Übersprechverhalten führt. Das gilt nicht für 2-paarige Kabel, da hier die Symmetrie des Vierers gewährleistet ist. Werden mehrere xDSL-Anschlüsse über ein Kabel mit mehr als einem Sternvierer übertragen, so wählt man getrennte Vierer, um das Übersprechen zu reduzieren.
Typische Anwendungen des Sternvierers sind z. B.
- hochwertige Mikrofonleitungen
- Telefon-Erdkabel
- einige Telefon-Installationskabel, z. B. J-YY oder U72 (Schweiz), 2-paariges Telefonkabel J-Y(St)Y oder F-vYDvY (Österreich).

### Vorteile gegenüber der Paarverseilung
- Höhere Packdichte (→ kleinerer Kabeldurchmesser)
- Niedrigere Betriebskapazität (→ geringere Dämpfung)
- Phantomschaltung möglich (Übertragung eines dritten Sprechkreises über einen Vierer. Diese Technik ist heute kaum noch von Bedeutung).

### Twisted-Quad-Kabel
Twisted-Quad (Star Quad) ist die englische Bezeichnung für Sternvierer. Der Ausdruck wird z. B. bei Netzwerkkabeln verwendet, zur Unterscheidung vom gängigen Twisted-Pair-Kabeln.
Die Adern können eine gemeinsame Umhüllung haben, die einen Geflecht- oder Folienschirm umfassen kann.
Das Twisted-Quad-Kabel hat einen Leitungsaufbau, der dem Twisted-Pair-Kabel entspricht. Die Bezeichnung lautet UTQ (Unshielded Twisted Quad) statt UTP (Unshielded Twisted Pair). Twisted-Quad-Kabel gibt es für alle standardisierten Frequenzbereiche und für alle Kategorien.

## Dieselhorst-Martin-Verseilung

Zwei verdrillte Doppeladern

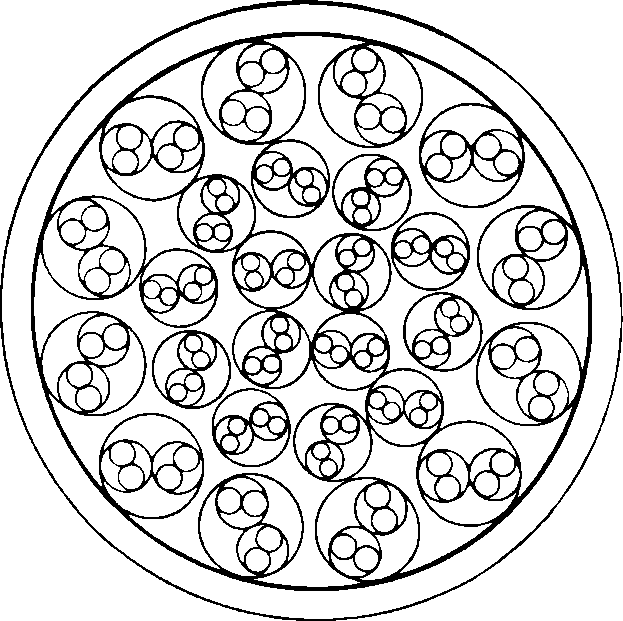
Fernkabel Berlin-Hannover (1914): 52 Doppeladern verseilt in 26 Dieselhorst-Martin-Vierern für 78 Sprechkreise

Die Dieselhorst-Martin-Verseilung (DM-Vierer, nach den Erfindern William Dieselhorst und Arthur William Martin) ist eine spezielle Viererverseilung von nur noch historischer Bedeutung. Sie wurde (fast ausschließlich) in Deutschland verwendet bei Post, Bahnen und Militär, in Bezirks- und Fernkabeln der Post zuletzt bis etwa in die 1970er Jahre. Seit Ende der 1930er Jahre wurden im Telefon-Fernnetz zunehmend Trägerfrequenzanlagen eingesetzt und auch Koaxialkabel verlegt. Der DM-Vierer hat bei Trägerfrequenzübertragung keinen Vorteil gegenüber dem Sternvierer.
Bei der DM-Verseilung wurden je zwei verdrillte Paare mit unterschiedlicher Schlaglänge zu einem Vierer verseilt. Zweck war die Optimierung bei Phantomschaltung in vielpaarigen Erdkabeln. Während sich im Sternvierer-Phantomkreis die Betriebskapazität der beiden Doppeladern addiert, ist die Kapazität und somit die Dämpfung bei DM-Verseilung im Phantomkreis geringer. Jedoch überwogen die Nachteile (aufwendige Herstellung, ca. 15 % größerer Kabeldurchmesser).

## Zählvierer
In Fernsprechkabeln nach ÖVE-Norm, die aus vielen Vierern aufgebaut sind, weist je Verseillage genau ein Vierer eine a-Leitung mit abweichender Farbe auf. Diese Zählvierer dienen – bei definierter Richtung der Leitung – dazu, alle Vierer eines Kabels systematisch durchzählen und damit identifizieren zu können.